# Spherillo albospinosus
Spherillo albospinosus är en kräftdjursart som först beskrevs av Dollfus 1900.  Spherillo albospinosus ingår i släktet Spherillo och familjen Armadillidae. Inga underarter finns listade i Catalogue of Life.